# Mimulf
Mimulf fut un noble lombard d'Italie du Nord de la seconde moitié du VIe siècle, qui fut le premier duc de San Giulio sur le lac d'Orta. 

## Biographie
Appartenant probablement à la haute noblesse lombarde païenne ou arienne, Mimulf devint vers l'an 575 le « dux » d'un territoire situé dans la région de Novare (Piémont), siégeant sur l'Île Saint-Jules (Mimulf(us) de insula Sancti Iuliani en latin). 
En 590, soit tout juste après l'élection du nouveau roi des Lombards Agilulf, Mimulf et quelques autres nobles comme les ducs Zangrulf de Vérone, Warnecaut de Pavie, Gaidulf de Bergame ou encore Wulfar de Trévise, complotèrent contre lui et projetèrent d'organiser un coup d'État dans le but de le renverser.
Les raisons de ce complot et de la rébellion ne sont pas claires; voulaient-ils se rendre indépendants ? Possible mais incertain. Peut-être également par rapport à la nouvelle reine des Lombards, Théodelinde, une catholique favorable à un rapprochement entre les Lombards et l'Église et qui plus tard, influencera son mari le roi Agilulf qui finira par se convertir. 
Toujours est-il que le duc Mimulf trahira son roi en complotant avec les Francs, en guerre contre Agilulf. Ce dernier finira par punir le duc rebelle probablement en l'assiégeant dans son île et Mimulf fut décapité (…His diebus Agilulf rex occidit Mimulfum ducem de insula Sancti Iuliani…). 
Son sarcophage supposé est toujours conservé sur l'île Saint-Jules.

## Sources
- Origo gentis Langobardorum, VIIe siècle (lire en ligne).
- Paulus Diaconus, Historia Langobardorum, fin du VIIIe siècle.